# Hiroshi Saito (fotbollsspelare)
Hiroshi Saitō (斉藤 浩史 Saitō Hiroshi?), född 13 november 1970 i Tokyo prefektur, är en japansk tidigare fotbollsspelare.
Saitō började sin karriär 1989 i Yomiuri. Med Yomiuri vann han japanska ligan 1990/91, 1991/92 och japanska ligacupen 1991. Efter Yomiuri spelade han för XV Novembro-Jaú, Shimizu S-Pulse och Brummell Sendai. Han avslutade karriären 1995.